# 后弯齿螯蛛
后弯齿螯蛛（学名：Enoplognatha lordosa）为球蛛科齿螯蛛属的动物。在中国大陆，分布于江西、湖北等地，主要生活于草丛中。